# Laguna kod Povljane - Sega
Laguna kod Povljane - Sega este o arie protejată (sit de importanță comunitară — SCI) din Croația întinsă pe o suprafață de 12,12 ha, integral pe uscat.

## Localizare
Centrul sitului Laguna kod Povljane - Sega este situat la coordonatele 44°21′18″N 15°05′39″E / 44.355083°N 15.094296°E.

## Înființare
Situl Laguna kod Povljane - Sega a fost declarat sit de importanță comunitară în iulie 2013 pentru a proteja un număr necunoscut de specii din flora spontană și fauna sălbatică aflate în arealul zonei.

## Biodiversitate
Situată în ecoregiunile marină mediteraneană și mediteraneană, aria protejată conține 1 habitat natural: Lagune de coastă.
La baza desemnării sitului se află un număr nedeclarat de specii protejate.